# سیارک ۷۰
سیارک ۷۰ (به انگلیسی: 70 Panopaea) هفتادمین سیارک کشف شده‌است که در ۵ مه ۱۸۶۱ و در پاریس کشف شد.
قدر مطلق سیارک برابر ۸٫۱۱ است.